# Mnesarete cupraea
Mnesarete cupraea là loài chuồn chuồn trong họ Calopterygidae. Loài này được Selys mô tả khoa học đầu tiên năm 1853.